# 釧路工業高等専門学校
釧路工業高等専門学校（くしろこうぎょうこうとうせんもんがっこう、英語: National Institute of Technology, Kushiro College）は、北海道釧路市にある日本の国立高等専門学校。1965年に設置された。略称は釧路高専。

## 教育目標
1. 人格をそなえ、自己を律する人物を育てる
2. 広い視野を持ち、創造力豊かな技術者を育てる
3. チャレンジ精神に富んだ人物を育てる

## 学習目標
- A　（技術者として社会に貢献するために）　人類の歴史的な背景、文化や価値観の多様性を理解し、地球的規模で社会問題や環境問題を考える能力、および技術が社会や環境に与える影響を認識し、技術者が社会に対して負っている責任を理解する能力を身につける。
- B　（地域社会に貢献するために）　実践的な体験を通して、地域の産業や社会の抱える課題に対処できる能力を身につける。
- C　（多様な技術的課題を解決できるように）　工学の幅広い基礎知識（数学、自然科学、情報技術、基礎工学など）を修得し、それらを応用する能力を身につける。
- D　技術者として自己の基盤となる専門分野の知識を修得し、それを応用する能力を身につける。
- E　多様な技術的課題を分析・総合し、解決するための計画をたて、その計画を実行して課題を解決するデザイン能力を身につける。さらに、チームワークで仕事をする能力を身につける。
- F　文章、口頭、図表や視覚的な方法によって、効果的にコミュニケーションができる能力を身につける。すなわち、日本語で論理的に記述し討論する能力、および簡単な論理的文章を英語で記述し、基本的な英会話によるコミュニケーションを行うための基礎知識を身につける。
- G　（技術の進展や社会の変化に対応できるように）　継続して専門知識や関連する分野の知識を学習する習慣を身につける。

## 沿革
- 1965年（昭和40年）4月1日 - 国立高専4期校として開校（機械工学科、電気工学科、建築学科）
- 1970年（昭和45年）4月1日 - 電子工学科設置
- 1986年（昭和61年）4月1日 - 情報工学科設置
- 2004年（平成16年）4月1日 - 独立行政法人国立高等専門学校機構法により独立行政法人国立高等専門学校機構釧路工業高等専門学校へ移行
  - 同日 - 専攻科設置（建設・生産システム工学専攻 、電子情報システム工学専攻）
- 2007年（平成19年）5月14日 - JABEEによる「工学（融合複合・新領域）関連分野」の技術者教育プログラム認定
- 2009年（平成21年）4月1日 -「2段階学科選択制度[注釈 1]」導入
- 2016年（平成28年）4月1日 - 機械、電気、電子、情報、建築の5学科から1学科3コース制へ移行
- 2020年（令和02年）4月1日 - 創造工学科へ移行完了

## 設置学科

### 学科（準学士課程）
修業年限は5年間。在学年限は10年間。卒業者には準学士の称号が授与される。なお、電子工学科は、日本で初めて釧路高専と東京高専に設置された。

#### 2016年度以降の入学生
- 創造工学科(Department of Creative Engineering) [1]
  - スマートメカニクスコース(Smart Mechanics Course)
    - 情報工学分野、機械工学分野

  - エレクトロニクスコース(Electronics Course)
    - 電気工学分野、電子工学分野

  - 建築デザインコース(Architecture Course)
    - 建築学分野

学科の定員は160名。1年次では4つのクラスで共通の基礎科目を学び、配属希望調査を経て2年次以降のコース、分野配属が決定される。

#### 2015年度以前の入学生
- 機械工学科(Department of Mechanical Engineering)
- 電気工学科(Department of Electrical Engineering)
- 電子工学科(Department of Electronic Engineering)
- 情報工学科(Department of Information Engineering)
- 建築学科(Department of Architecture)

各学科ごとに1クラスの編成で、各学科の定員は40名（2011年現在）。

### 専攻科（学士課程）
- 建設・生産システム工学専攻 （Advanced Course of Construction and Manufacturing Systems Engineering）
- 電子情報システム工学専攻 （Advanced Course of Electronic and Information Systems Engineering）

2年間の専攻科課程を修了すると、学士の学位が授与される。

## 施設
一部の施設は、学生の授業や課外活動等に支障がない場合に限り、学外者も利用可能である（有料。また、利用する初日の一週間前までに学校へ申請が必要）。

### 校舎
校舎は5棟の建物から成り立っている。
4号棟（旧低学年講義棟）及び専攻科棟は障がい者にも配慮した完全バリアフリーでエレベーター、障害者用トイレが完備されている。

### 図書館
総面積1,550m2。蔵書冊数は96,764冊となっている（2012年2月27日現在）。2013年に改修工事を受け、バリアフリー化された。書籍以外にも雑誌やDVD、CD-ROM等が備えられており、情報検索やインターネットを利用できるパソコンも整備されている。また、学生や教職員だけでなく、学外者も利用できる。書籍の入荷リクエストを出すことができる。

### 情報処理センター
教育用コンピュータシステムは、WindowsサーバとUNIXサーバに多数のパソコン等がネットワークで接続されている。校内ネットワークシステムは、ギガビット・ネットワークシステムの構築により高速な通信が可能。学術情報ネットワーク（SINET）に加入しており、世界中の研究者との情報交換が可能。

### 地域共同テクノセンター
共同研究等による地域産業の支援を目的とし、2000年に設置された。センター内には以下の研究室と研修室及び技術相談室がある。
- 材料開発研究室
- 環境試験研究室
- 共同研究室
- 光計測加工研究室
- 多目的教育研修室
- 技術協力相談室

### 鶴峰会館（福利施設）
1983年完成。1階部分には学生食堂や売店、談話ルーム、和室が配置され、2階には課外活動共用室（主に文化部の部室）がある。

### 鶴翔寮（学生寮）
学校敷地内にある学生寮で、大空にはばたく鶴のように翔けることを願って「鶴翔寮」と命名された。収容定員は436名（男子339名、女子97名）（2015年3月現在）。
釧路管外に住む本科生のみ最長5年の入寮が許可される。
学生寮の中にある寮食堂と鶴峰会館にある学生食堂、売店の営業はユーレストジャパン株式会社（西洋フード・コンパスグループのグループ会社）に委託されている。

### 体育施設
- 体育館（2棟）
- 武道館
- ジム
- 野球場
- サッカー場・陸上競技場
- テニスコート（硬式3面、軟式3面）
- アイスホッケーリンク（屋外）
- カーリングリンク（屋外）
- 洋弓場

### その他の施設

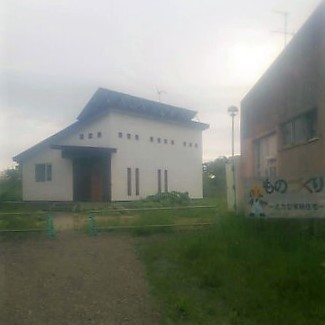
北方型実験住宅の外観

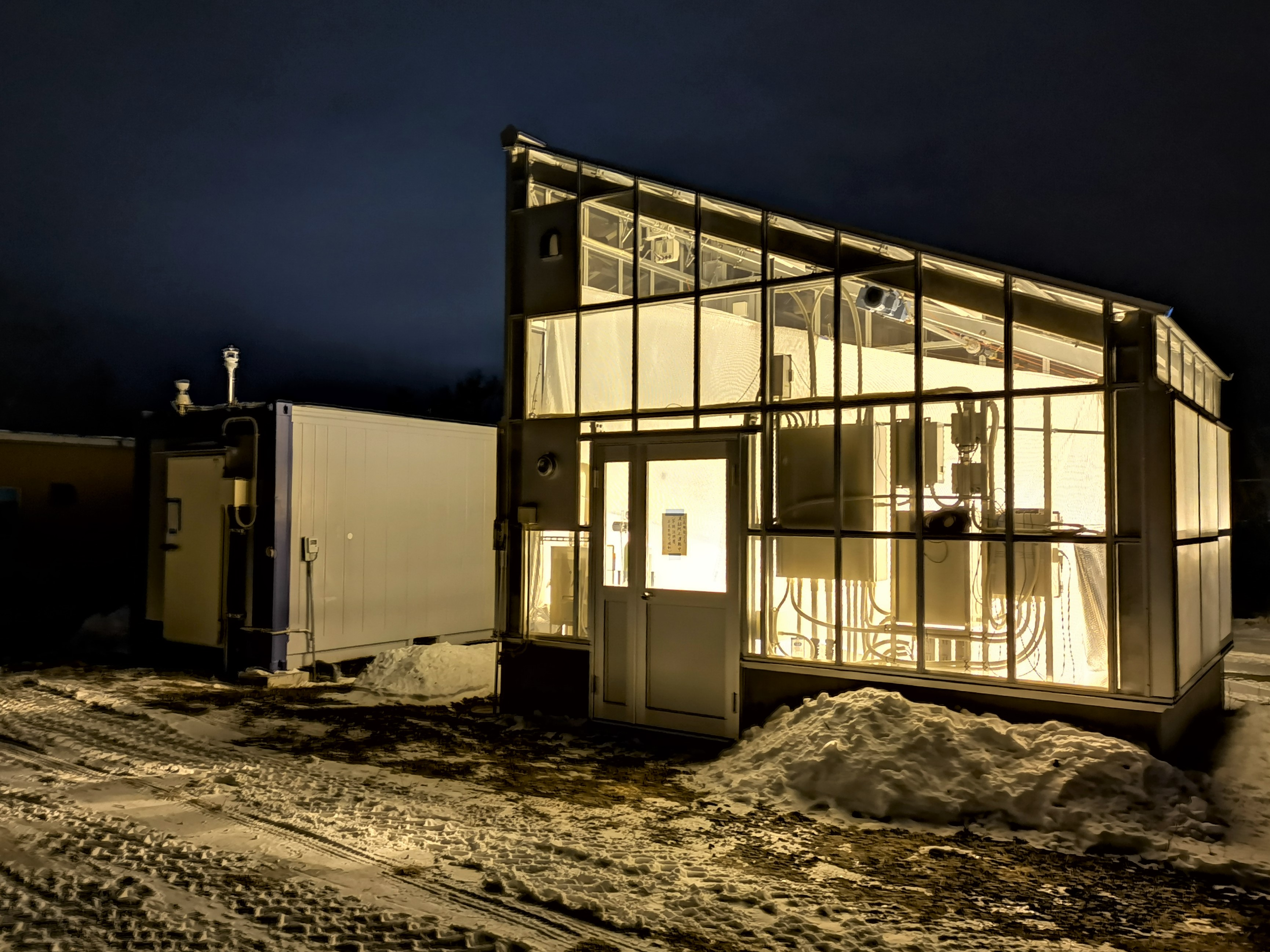
植物工場（右が採光型、左が完全管理型）

研究や講義用の施設がある。
- 植物工場

## 学校生活
制服や標準服はなく、入学当初から私服通学である。服装や髪型などの規定はない（運動部系の部活動をする学生は3年次の高体連が終了するまでは制限される）。
入学者の8割以上が釧路市外または道外出身のため寮があり、全学生の約半数が入寮している。その他の学生も、学校近隣の下宿を借りるか自宅から通学している。通学手段として自転車か自家用車を使用することが可能（届出が必要）。
二段階学科選択制度によって、入学当初は学科へは仮配属され、1年次に全分野の内容を横断的に学習し、2年次へ進級する時に分野を選びなおすことができる。研究室への配属は5年次となっている。
オープンキャンパスでは教職員と学生が見学者や保護者に応対する。

### クラブ活動
データは2019年7月現在。
| 体育系クラブ           | 体育系同好会               | 文化系クラブ          | 文化系同好会                         |
| ---------------------- | -------------------------- | --------------------- | ------------------------------------ |
| アーチェリー部         | 弓道同好会                 | 写真部                | ロボット研究会                       |
| 空手道部               | トランポリン同好会         | 吹奏楽部              | 綜合デザイン研究会                   |
| 陸上部                 | ダンス同好会               | 軽音楽部              | ゲーム開発研究会                     |
| 男子バスケットボール部 | 社交ダンス同好会           | 美術部                | 宇宙科学技術研究会                   |
| 女子バスケットボール部 | ジョギング同好会           | プログラミング 研究部 | ロケットランチャープロジェクト同好会 |
| 男子バレーボール部     | 基礎スキー同好会           | 茶道部                | 数学研究会                           |
| 女子バレーボール部     | ボディービルディング同好会 | アマチュア無線部      | ドイツ語研究会                       |
| サッカー部             | eスポーツ同好会            | 科学ボランティア部    | TOEIC同好会                          |
| テニス部               | パークゴルフ同好会         |                       | 文芸同好会                           |
| ソフトテニス部         | フットサル同好会           |                       | 書道同好会                           |
| 野球部                 | ダーツ同好会               |                       | 将棋同好会                           |
| バドミントン部         | スピードスケート同好会     |                       | 鉄道同好会                           |
| ハンドボール部         |                            |                       | アコースティックギター同好会         |
| 柔道部                 |                            |                       | 音楽同好会                           |
| 剣道部                 |                            |                       | 創作同好会                           |
| アイスホッケー部       |                            |                       | 園芸同好会                           |
| 自転車部               |                            |                       | レゴブロック研究会                   |
|                        |                            |                       | 航空力学研究会                       |

### 学外行事と関連する部活
- 全国高等専門学校体育大会 - 各運動部が出場する。
- 全国高等専門学校ロボットコンテスト - ロボット研究会が参加している。
- 全国高等専門学校プログラミングコンテスト - プログラミング研究部が参加している。
- 全国高等専門学校デザインコンペティション - 綜合デザイン研究会、建築学科及び専攻科の特定科目履修生が参加している。
- 全国高校eスポーツ選手権 - eスポーツ同好会が参加している[4]。

### 学校行事
- 新入生オリエンテーション
- 春季校内体育大会
- 校外ホームルーム
- オープンキャンパス
- 見学旅行（4学年）
- 高専祭
- 冬季校内体育大会
- 卒業研究発表会
- 専攻科特別研究発表会

## 交通アクセス
鉄道
JR北海道根室本線大楽毛（おたのしけ）駅から徒歩約15分。
バス
釧路駅前バスターミナルからくしろバス、阿寒バスを利用。
- くしろバスの「大楽毛線(38)」に乗車し、「高専」停留所で下車(徒歩約1分)。
- 阿寒バスの「阿寒線(30)」「大楽毛線(38)」「阿寒本町線(80)」に乗車し、「高専前」停留所で下車(徒歩約1分)。
- くしろバスの「新富士新野線(28)」「白糠線(36)」に乗車し、「大楽毛分岐」停留所で下車(徒歩約5分)。

イオン釧路店からくしろバスを利用
- 「たんちょう線(222)」に乗車し、「高専」停留所で下車。

イオンモール釧路昭和からくしろバス、阿寒バスを利用
- くしろバスの「新富士新野線(28)」「たんちょう線(222)」に乗車。
- 阿寒バスの「イオン高専線(33)」「イオンリフレ線(83)」に乗車し、「高専前」停留所で下車。

空路
釧路空港から釧路行き連絡バスで約10分。「高専前」停留所で下車。
車
釧路駅より、国道38号・国道240号を利用し、25分程度。

## 学術交流協定
- キングモンクット工科大学ラカバン校（タイ、バンコク）
- トゥルク応用科学大学（英語版）（フィンランド、トゥルク）
- 泰日工業大学（タイ、バンコク）[5]

## 出身者
- 中島悠 - ルービックキューブ元世界記録保持者、世界ルービックキューブ選手権大会で優勝[6][7]。
- 松橋正明 - 株式会社セブン銀行社長[8]
- 中宮崇 - フリーライター